# Nguyễn Đình Phùng
Nguyễn Đình Phùng (sinh 1959) là đại biểu Quốc hội Việt Nam khóa 12, thuộc đoàn đại biểu Thanh Hoá.